# 日新酒類
日新酒類株式会社（にっしんしゅるい）は、おもに日本酒、焼酎、クラフトジン・リキュールを中心とした酒類を生産している日本の企業である。
四国の阿波徳島ですだち酎、すだちワイン等の酒類を製造・販売するとともに、「太閤酒造場」製品である「清酒 瓢太閤（ひさごたいこう）」や本格芋焼酎「鳴門金時里娘」等を販売している。
2023年、阿波市土成町にある太閤酒造場の敷地内でウイスキー蒸溜所「阿波乃蒸溜所」を設立し、ウイスキーの製造を開始した。

## 沿革
- 1948年 「四国酒類興業組合」を母体に「四国酒類株式会社」設立
- 1950年4月3日 「日新酒類株式会社」に社名変更
- 1968年 「前田酒造」を吸収合併
- 1983年 「瓢太閤」全国新酒鑑評会で第1回金賞受賞
- 1984年 「瓢太閤」全国新酒鑑評会で金賞受賞（通算２回目）
- 1985年 「阿波の香り すだち酎」新発売
- 1985年「瓢太閤」全国新酒鑑評会で金賞受賞（通算3回目）
- 1989年 すだち酎が「第1回優良ふるさと食品中央コンクール」新技術新製品部門で農林水産大臣賞受賞
- 1989年「瓢太閤」全国新酒鑑評会で金賞受賞（通算4回目）
- 1991年「瓢太閤」全国新酒鑑評会で金賞受賞（通算5回目）
- 1992年「瓢太閤」全国新酒鑑評会で金賞受賞（通算6回目）
- 1993年「瓢太閤」全国新酒鑑評会で金賞受賞（通算7回目）
- 1994年「瓢太閤」全国新酒鑑評会で金賞受賞（通算8回目）
- 1996年「瓢太閤」全国新酒鑑評会で金賞受賞（通算9回目）
- 1997年「瓢太閤」全国新酒鑑評会で金賞受賞（通算10回目）
- 2000年 「有限会社 太閤酒造場」設立、清酒部門を阿波の地酒として分社化
- 2000年「瓢太閤」全国新酒鑑評会で金賞受賞（通算11回目）
- 2001年「瓢太閤」全国新酒鑑評会で金賞受賞（通算12回目）
- 2005年「瓢太閤」全国新酒鑑評会で金賞受賞（通算13回目）
- 2006年 「スーパーすだち酎」モンドセレクション金賞受賞
- 2007年 「有限会社 太閤酒造場」吸収合併（清酒・本格焼酎の醸造・蒸留所として存続）
- 2007年 本社工場を徳島県板野郡上板町に新築移転
- 2007年「瓢太閤」全国新酒鑑評会で金賞受賞（通算14回目）
- 2007年「スーパーすだち酎」モンドセレクション銀賞受賞
- 2008年「瓢太閤」全国新酒鑑評会で金賞受賞（通算15回目）
- 2008年「スーパーすだち酎」モンドセレクション最高金賞受賞
- 2008年　ISO22000取得（食品用の衛生・安全）（令和2年まで）
- 2009年 「スーパーすだち酎」モンドセレクション金賞受賞
- 2010年 「スーパーすだち酎」モンドセレクション金賞受賞
- 2011年 「本格芋焼酎 鳴門金時 里娘」モンドセレクション金賞受賞
- 2012年 「本格芋焼酎 鳴門金時 里娘」モンドセレクション金賞受賞
- 2013年 「なると金時IMOKKA（イモッカ）優良ふるさと食品中央コンクール 新製品開発部門で農林水産省食料産業局長賞受賞、「本格芋焼酎 鳴門金時 里娘」モンドセレクション金賞受賞
- 2017年「瓢太閤」全国新酒鑑評会で金賞受賞（阿波山田錦を使って初・通算16回目）
- 2018年「瓢太閤」全国新酒鑑評会で金賞受賞（通算17回目）
- 2019年「瓢太閤」全国新酒鑑評会で金賞受賞（通算18回目）
- 2019年「清酒 瓢太閤」四国清酒鑑評会　吟醸の部・燗酒の部で優等賞（最上位）受賞
- 2019年　クラフトジン「AWA GIN（アワジン）」新発売
- 2020年「AWA GIN CLEAR BOTTLE」IWSCで銀賞受賞
- 2020年「AWA GIN Classic」IWSCで銀賞受賞
- 2020年「清酒 瓢太閤」四国清酒鑑評会 吟醸の部で優等賞（最上位）受賞
- 2020年「大吟醸 桜美人 桜樽原酒」IWC 大吟醸の部 SILVER受賞
- 2021年「瓢太閤 吟醸原酒」IWC SAKE部門 吟醸酒部門で銀賞を受賞
- 2021年「AWA GIN Classic」IWSC 銀賞受賞（通算2回目）
- 2021年「清酒 瓢太閤」四国清酒鑑評会 燗酒の部で優等賞（最上位）受賞
- 2022年「AWA GIN CLEAR BOTTLE」IWSCで銀賞受賞（通算2回目）
- 2022年「AWA GIN CLEAR BOTTLE」「AWA GIN Classic」、本格麦焼酎「黒眉山」TWSCで金賞受賞
- 2022年「瓢太閤」全国新酒鑑評会で金賞受賞（通算19回目）
- 2022年「瓢太閤 吟醸原酒」IWC SAKE部門吟醸部門で銀賞受賞
- 2022年「純米吟醸 阿波天水」ミラノ酒チャレンジ 純米吟醸・吟醸部門でダブル金賞受賞
- 2022年　JFS-B（食品用の衛生・安全）取得
- 2023年「鳴門金時 黒眉山」「長期貯蔵 里娘」IWSCで銀賞受賞
- 2023年  太閤酒造場ウイスキー蒸溜所始動「阿波乃蒸留所」
- 2023年「AWA GIN CLEAR BOTTLE」金賞「AWA GIN Classic」銀賞、焼酎部門「長期貯蔵 里娘」金賞をTWSCで受賞
- 2023年「純米吟醸 阿波天水」ミラノ酒チャレンジ 純米吟醸・吟醸部門で金賞受賞
- 2023年　阿波市土成町でウイスキー製造免許取得、製造開始（阿波乃蒸溜所）
- 2024年「長期貯蔵 鳴門金時里娘」TWSCで銀賞を受賞
- 2024年「長期貯蔵 鳴門金時里娘」IWSCで銀賞を受賞
- 2024年「AWA GIN CLEAR BOTTLE」「AWA GIN Classic」がIWSCで銀賞を受賞
- 2024年「瓢太閤」全国新酒鑑評会で金賞受賞（通算20回目）

## 銘柄
- 日本酒
  - 大吟醸（瓢太閤・桜美人 桜樽原酒・蔵の露）
  - 純米大吟醸
  - 純米吟醸（阿波天水）
  - 吟醸（瓢太閤・瓢太閤 阿波山田錦）
  - 純米酒（己道・阿波太閤）
  - 特別本醸造（黒我流）
  - 上撰本醸造（瓢太閤）
  - 瓢太閤辛口

- 焼酎
  - 本格芋焼酎 鳴門金時（里娘・焼き芋焼酎・黒眉山）
  - 鳴門金時芋焼酎（黒麹）
  - 本格麦焼酎（おおぼけこぼけ）

- 梅酒
  - 3年貯蔵原酒 神山の梅酒
  - 7年貯蔵 神山の梅酒
  - 神山貴醸梅酒

- 甘味果実酒
  - すだちワイン
  - やまももワイン

- すだち酎シリーズ
  - すだち酎
  - すだち酎辛口
  - すだち酎エクセル
  - スーパーすだち酎

- クラフトジン
  - AWA GIN
  - AWA GIN CLEAR BOTTLE
  - AWA GIN Classic

- リキュール
  - ゆず姫
  - やまもも姫
  - すだち姫
  - なると金時 焼きいものお酒
  - 阿波の恵SUDACHI
  - すだちのお酒「すだちまる」
  - 阿波のすだちサワーの素

- 炭酸入りのお酒
  - BiBiすだちハイボール
  - 男のすだちハイボール
  - すだちワインスプリッツアー